# AOM French Airlines
AOM French Airlines, anche conosciuta anche semplicemente come AOM, è stata una compagnia aerea francese di ampie dimensioni. Lasciò molti rimpianti quando, nell'aprile 2001, confluì in Air Liberté.

## Storia
L'azienda scaturiva da due distinti vettori: Air Outre Mer e Minerve. La prima fu costituita nell'estate 1987 ma iniziò le operazioni soltanto il 28 maggio 1990. Come appariva dalla ragione sociale lo scopo era quello di effettuare voli charter a lungo raggio con trigetti Douglas DC 10. Le attività procedettero con incertezze fino al 1° gennaio 1992, quando si fuse con Minerve.
Quest'ultima era ben più attempata: era stata fondata nel giugno 1975 dall'energico R.F. Meyer ed aveva iniziato attività charter nel mese di novembre con pochi Aérospatiale SE.210 "Caravelle" di seconda mano. Le attività si svilupparono positivamente e negli anni successivi vari Douglas DC 8 si aggiunsero alla flotta mano mano che le destinazioni inaugurate diventavano sempre più lontane dalla madrepatria: ad esempio Antille nel 1986, Reunion nel 1987. Agli SE.210 si affiancarono McDonnell-Douglas MD.83. Alla fine del 1987 fu consegnato anche un B.747. Tra il 1987 e il 1987 operò anche una sussidiaria canadese che aveva lo stesso nome. Mentre un DC 8F era dedicato al trasporto delle merci alcuni Douglas DC 10 rilevarono i collegamenti verso gran parte delle destinazioni a lungo raggio.
Tale crescita implicò la necessità di un ulteriore consolidamento. Così, tra la fine degli anni '80 e l'inizio del decennio successivo Minerve si fece promotrice di un avvicinamento ad una - pur più modesta - conterranea. Nell'ottobre 1991 iniziò l'integrazione tra Air Outre Mer e Minerve sotto il nome amministrativo AOM-Minerve S.A. mentre quello commerciale AOM French Airlines diventò ufficiale il 1° gennaio 1992. La flotta schierata comprendeva sei Douglas DC 10-30, cinque MD.83 e un DC 8F. La rete comprendeva destinazioni a lungo raggio (Africa, Caraibi, Los Angeles, Tahiti, Nuova Caledonia, Indocina, Estremo Oriente, Australia); sul territorio nazionale sei collegamenti gironalieri tra Parigi e Nizza. Numerosi, come sempre, i voli charter, in gran parte per l'affermato e apprezzato Club Méditerranée. Nel contempo la fliale AOM Industries di Nimes si occupava dei controlli tecnici della flotta.
Nel 1997 la rete nazionale incentrata su Parigi-Orly includeva anche Marsiglia, Perpignano, Tolone. Alla Parigi-Zurigo, inaugurata successivamente, fu riservato un Boeing 737-500 mentre sul lungo raggio apparivano i primi Airbus A340 e qualche Airbus A300 noleggiato nei charter a medio raggio.
Ma la situazione del trasporto aereo in Francia si era complicata. Da un lato la presenza dominatrice di Air France, dall'altro la nascita di aerolinee con collegamenti schedulati a basso costo e vettori charter effimeri ma che erodevano lo zoccolo del mercato. Fu necessaria un'altra radicale decisione: nell'aprile 2001 AOM French Airlines confluiva in Air Liberté che, nel settembre dello stesso anno, avrebbe assunto il nome nome Air Lib.

## Flotta
Nell'ottobre 2001 la società aveva in dotazione 15 aerei:
- 2 Airbus A340-211 ( 038 / F-GLZE • 043 / F-GLZF )
- 2 Airbus A340-313X ( 367 / F-GTUA • 374 / F-GTUB )
- 6 McDonnell Douglas DC-10-30
- 5 McDonnell Douglas MD-83